# Xanthorhoe incursata
Xanthorhoe incursata là một loài bướm đêm trong họ Geometridae.